# Macintosh LC 475
A Macintosh LC 475 asztali számítógépet az Apple gyártotta és forgalmazta 1993. október 21. és 1996. július 15. között 33 hónapon keresztül. A Macintosh LC 475 a Macintosh LC számítógép-családba tartozott.

## Története
Az LC 475 számítógépnek számos technikai és marketing változata létezett. Az LC 475 – Quadra 605 technikai azonosság miatt az LC 475-t gyakran a Quadrák közé sorolják, ez tévedés. A szakirodalom még egy 475–605 Macintosh ismer, a 475-be tett processzorbővítő kártyával 605-sé tett Macintosht.
- Macintosh Performa 475 (25 MHz-es 68LC040, 160 MB merevlemez, 4 MB RAM, 512 kB video RAM[4]), bemutatva 1993. október 18.[5]
- Macintosh Performa 476 (eltérés: 230 MB merevlemez[4]), bemutatva 1993. október 18.[6]
- Macintosh LC 475 (eltérés: 80 MB merevlemez, ár 1299 dollár[4]), bemutatva 1993. október 21.[3]
- Macintosh Quadra 605-t (eltérés: processzor 50 MHz helyett 25 MHz-es, 80 MB vagy 160 MB merevlemez, ár 900 dollár[7]).[8] Az 1993. október 21-én bemutatott 605-ös volt minden idők legolcsóbb Quadrája.
- Macintosh LC 475/605 A LC 475-be helyezhető Macintosh Processor Upgrade Card (processzor bővítő kártya) használatával az eredeti Motorola 68LC040 processzor helyére PowerPC 601 processzor került, ez a gép a Macintosh LC 475/605.[9]

1993-ban az Apple úgy döntött, hogy követi azt az iparági trendet, hogy  megcélzott ügyfél-csoportonként eltérő nevet ad termékcsaládjainak. A Quadra lett az üzleti, az LC az oktatási és Performa otthoni piac számára szánt Macintoshok neve. Az épp bevezetett Centris név a Quadrába olvadt bele. A Performa márka újra használta az Apple Quadra, Centris, LC, Classic és Power Macintosh családjainak modelljeit, amelyek típusszámai a mellékelt szoftvercsomagokat vagy merevlemez-méreteket jelölte. Míg a nem Performa Macintosh számítógépeket az Apple hivatalos viszonteladói értékesítették, a Performát nagy üzletek és kiskereskedelmi láncok – Good Guys, Circuit City és a Sears – értékesítették.
A Quadra 605 gyártása 1994 októberében megszűnt, és az LC 475 változatot 1996 júliusáig továbbra is az iskolák számára értékesítették. Az Apple csaknem tíz évvel később, a Mac Mini megjelenéséig nem adott ki újabb, 4,5 kg-nál könnyebb asztali számítógépet.

## Technikai leírás
A bézs színű gép súlya 4 kg, magassága 74 mm, szélessége 310 mm és mélysége 389 mm volt. A LC 475 számítógépet egymagos 25 MHz-es Motorola 68LC040 processzor vezérelte (L1 cache: 8kB), a rendszerbusz 25 MHz-en működött. Az adatokat a 80MB belső merevlemezre lehetett elmenteni. Külső adattárolási lehetőséget az 1,44-es hajlékonylemez meghajtó (floppy-drive) kínált. A gépet System 7.1 operációs rendszerrel szállította az Apple. A gép bemutatásakor az alapkiépítésben 4MB (80ns) memóriát tartalmazott, maximálisan 132MB (80ns) kezelésére volt képes a gyári specifikáció szerint, a bővítéshez 1 hely (slot) állt rendelkezésre. A számítógépnek nem volt saját kijelzője. A külső kijelzőt 512kB videó-memória támogatta. Videójel kimenetet egy DB–15 csatlakozó biztosított. Csatlakozók: egy ADB, két soros port, egy DB-25 SCSI-hoz, kijelzőhöz egy DB-15, egy 3,5 mm-es jack audió bemenet, egy 3,5 mm-es jack audió kimenet. A gép bővíthetőségét szolgálta egy LC III PDS bővítőhely. Külső SCSI merevlemez csatlakoztatására is volt lehetőség.

## A számítógép adatai
A táblázat nem tartalmazza az összes műszaki paramétert. Az egyes modelleknél a bemutatáskor érvényes adatokat soroljuk fel, a későbbi frissítéseket nem. Az eszköz technikai paraméterei a MacTracker alkalmazásból származnak.
| Gép nevebemutatva kivezetve             | Méretmagasság szélesség mélység súlySzín | Processzorprocesszor órajel, mag L1 és L2 cache társprocesszor | Háttértármerevlemezkülső adathordozó | Eredeti operációs rendszer | Memóriaalap max. @sebességhely | Kijelzőmérete felbontása | Grafikakártyamemória kimenet | CsatlakozókEthernet, ADB, soros, SCSI, párhuzamos, FDD, kijelző, hang be/ki, belső mikrofon, hangszóró                        | Bővíthetőségkártyahelybelső öbölkülső csatlakozó |
| --------------------------------------- | ---------------------------------------- | -------------------------------------------------------------- | ------------------------------------ | -------------------------- | ------------------------------ | ------------------------ | ---------------------------- | --- | ------------------------------------------------ |
| LC 4751993. okt. 21. 1996. júl. 15.     | 74 mm 310 mm 389 mm 4 kg bézs            | Motorola 68LC040 @25 MHz és 1 mag L1 8kB,                      | 80MB HDD 1,44 floppy                 | System 7.1                 | 4MB max: 132MB @80ns1 hely     | nincs kijelző            | 512kB 1 DB–15                | * 1 ADB * 2 soros * 1 D–25 (SCSI) * 1 DB-15 (külső monitor) * 1 3,5 jack audió be * 1 3,5 jack audió ki * beépített hangszóró | * 1 LC III PDS* SCSI (külső)                     |
| Quadra 6051993. okt. 21. 1994. okt. 17. | 74 mm 310 mm 389 mm 4 kg bézs            | Motorola 68LC040 @25 MHz és 1 mag L1 8kB,                      | 80MB HDD 1,44 floppy                 | System 7.1                 | 4MB max: 132MB @80ns1 hely     | nincs kijelző            | 512kB 1 DB–15                | * 1 ADB * 2 soros * 1 D–25 (SCSI) * 1 DB-15 (külső monitor) * 1 3,5 jack audió be * 1 3,5 jack audió ki * beépített hangszóró | * 1 LC III PDS* SCSI (külső)                     |

## Macintosh LC számítógépek az időben
| A Macintosh LC számítógépek idővonalon |
| --- |
| A színek kezdete a bemutató időpontja, a forgalmazás több esetben is hónapokkal később kezdődött. Megeshet, hogy egy csík végét kitakarja egy másik csík eleje. Előfordul, hogy a gyártás befejezését követően még egy ideig forgalomban marad a gép adott verziója. |